# Elena Souliotis
Elena Souliotis (escrit com a Suliotis en la part de la seva carrera operística; grec: Έλενα Σουλιώτη, Atenes, Grècia, 28 de maig de 1943 – Florència, Itàlia, 4 de desembre de 2004) fou una soprano operística grega.

## Biografia[1]
Elena Souliotis va néixer a Atenes, Grècia, de pares grecs i russos, i es va traslladar a l'Argentina quan la seva família va emigrar sent ella molt petita. Posteriorment va estudiar cant a Itàlia amb Mercè Llopart, que també va ensenyar Renata Scotto, Anna Moffo, Fiorenza Cossotto, Ivo Vinco, Alfredo Kraus i a Francisco Kraus. Va fer el seu debut en 1964 fent de Santuzza a Cavalleria rusticana, de Pietro Mascagni, a Nàpols. Va fer el seu debut dels Estats Units d'Amèrica a l'Òpera Lírica de Chicago en la temporada 1965-66, fent el paper d'Elena a Mefistofele, d'Arrigo Boito. Aquell dia els seus companys de repartiment van ser Renata Tebaldi, Alfredo Kraus i Nicolai Ghiaurov. A continuació va interpretar les òperes Luisa Miller, de Verdi, el paper d'Amelia a Un ballo in maschera, de Verdi, i el paper principal de La Gioconda, de Ponchielli. La llista parcial d'òperes que va cantar durant la primera part de la seva carrera (1964–1974) inclou Aida i La forza del destino, de Verdi, Anna Bolena, de Donizetti, Manon Lescaut, de Puccini, Loreley, de Catalani, La straniera, de Bellini, Francesca da Rimini, de Zandonai, Norma, de Bellini i el paper de Susanna a Khovànxtxina, de Mussorgsky. Va oferir un recital al Carnegie Hall de Nova York el 1976 i va desaparèixer dels escenaris poc després d'aquest concert.
El paper que més fama li va donar va ser el d'Abigaille, de l'òpera Nabucco, de Verdi. Va intervenir en la representació d'aquesta obra de l'apertura de la temporada 1966-67 de La Scala de Milà. Va fer el seu debut a Londres el 3 de novembre de 1968, cantant el paper d'Abigaille en una versió de concert del Nabucco, al Teatre Reial, Drury Lane, un acte muntat per la London Opera Society. El repartiment també incloïa Piero Cappuccilli i Boris Christoff, i dirigint Mario Gusella. Al juny de 1969 va fer el seu debut al Royal Opera House, Covent Garden, cantant Lady Macbeth per primera vegada.
Souliotis havia previst fer el seu debut al Metropolitan Opera de Nova York en el paper de Lady Macbeth durant la temporada 1969-70. Tanmateix, a causa d'una vaga, les primeres funcions de la temporada van haver de ser cancel·lades. Així doncs, Souliotis mai va arribar a cantar al Metropolitan.
L'opinió generalitzada dels crítics és que l'assumpció per part de Souliotis de papers difícils va danyar aviat la seva veu. Després d'una absència dels escenaris que va durar diversos anys, va començar una segona carrera interpretant papers secundaris, iniciada el 1979. Va cantar Fata Morgana, de L'amor de les tres taronges, de Serguei Prokófiev, a Chicago i Florència, i va cantar òperes com Igrok, de Prokófiev, i Suor Angelica, de Puccini, en aquest últim cas com la Principessa. L'enregistrament d'aquesta darrera amb Mirella Freni, de l'any 1991, va ser la seva última gravació en estudi. Cap al final de la seva carrera, va cantar el paper de la Comtessa de La dama de piques, de Txaikovski, en diversos teatres, i es va acomiadar dels escenaris operístics en aquest paper a Stuttgart el febrer de 2000.
Elena Souliotis va morir d'un atac de cor el 2004 a Florència, Itàlia, als 61 anys.

## Enregistraments
El 1965 va fer un enregistrament en el paper d'Abigaille, de l'òpera Nabucco, per al segell Decca de Londres (amb Tito Gobbi i la direcció de Lamberto Gardelli). Al llarg dels següents dos anys va enregistrar també el paper de Santuzza, de Cavalleria rusticana (amb Mario del Mònaco i Gobbi, 1966) i el paper principal de Norma (amb del Mònaco, 1967), aquest últim en un enregistrament d'extractes de l'obra.
En 1968-69 va enregistrar Anna Bolena, de Donizetti, (amb Marilyn Horne), un paper que havia cantat al Carnegie Hall a l'inici de la temporada 1967-68 (amb Plácido Domingo, Marilyn Horne, i Janet Baker), i el 1970 va enregistrar el Macbeth de Verdi (amb Dietrich Fischer-Dieskau, Nicolai Ghiaurov, i Luciano Pavarotti, dirigits per Lamberto Gardelli). En 1970 va canviar l'ortografia del seu nom, passant de Suliotis a Souliotis. També va enregistrar discos d'àries, d'Un ballo in maschera, La Gioconda, Luisa Miller, Anna Bolena i Macbeth (aquests últims abans d'enregistrar l'òpera completa).